# Danny Heifetz

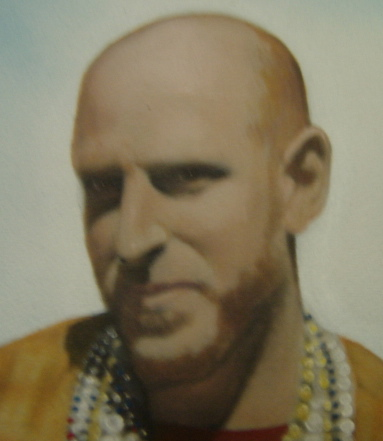
Danny Heifetz.

Danny Heifetz (n. Nueva York; 1964) es un músico estadounidense, más conocido por haber sido el baterista de Mr.Bungle. Su especialización son las percusiones, pero sabe tocar la trompeta. Es el nieto del violinista Jascha Heifetz.

## Biografía
Nieto de Jascha Heifetz, por lo tanto con raíces de Lituania. No es un miembro original de Mr.Bungle. Según Trevor Dunn, Danny es la persona más graciosa que ha conocido.
Aparte de Mr.Bungle, tocó la batería en un grupo llamado "Dieselhed" en los 90s. Se involucró por un tiempo con la banda de su compañero Trey Spruance, Secret Chiefs 3. Ha colaborado con músicos como Virgil Shaw, Mike Patton, músicos australianos, entre otros. Ahora mismo reside en Australia con su esposa Grace, donde ha formado una familia. Su excompañero Clinton "Bär" McKinnon, reside ahí también.
Recientemente, Heifetz toca con su nueva banda "The Curse of Company", donde lanzaron su disco este año (2008), "Leo Magnets Joins A Gang". Seguido de un corto tour en Australia. Aparece como músico invitado en el disco homónimo de "The Tango Saloon". Toca percusiones en la música de la película "A Perfect Place" (Música por Mike Patton).

## Discografía
Con Mr.Bungle
- 1991 - Mr. Bungle
- 1995 - Disco Volante
- 1999 - California

Con Dieselhed
- 1994 - Dieselhed
- 1995 - Tales of a Brown Album
- 1997 - Shallow Water Blackout
- 1999 - Elephant Rest Home
- 2000 - Chico and the Flute

Con Secret Chiefs 3
- 1996 - First Grand Constitution and Bylaws
- 1998 - Second Grand Constitution and Bylaws: Hurqalaya
- 1999 - Eyes Of Flesh ~ Eyes Of Flame
- 2001 - Book M
- 2004 - Book of Horizons

Con Virgil Shaw
- 2000 - Quad Cities
- 2003 - Still Falling

Con Pop-O-Pies
- 1993 - In Frisco/Squarehead (7")
- 2003 - Pop-O-Anthology 1984 - 1993

Con The Curse of Company
- 2008 - Leo Magnets Joins A Gang

Como Músico Invitado
- 2008 - The Tango Saloon (homónimo)
- 2008 - A Perfect Place (Soundtrack)